# Château de Montferrand (Hérault)
Pour les articles homonymes, voir Château de Montferrand.
Le château de Montferrand est une forteresse médiévale du XIIe siècle, située sur le territoire de la commune de Saint-Mathieu-de-Tréviers, dans le département de l’Hérault. Ce château appartenait aux comtes de Melgueil.

## Situation
Le château de Montferrand est construit à 400 mètres d'altitude, sur l’arête d'un éperon calcaire du pic Saint-Loup et domine le village de Saint-Mathieu-de-Tréviers. Perché dans une garrigue de chênes verts, il n’est accessible qu’à pied, par le sentier de grande randonnée « GR 60 ».
En raisons de sécurité telles que le risque de chute de pierres et la présence immédiate de falaises, le site n'est plus accessible au public et clôturé depuis l'année 2018.

## Historique
Le site correspond à une ancienne place forte romaine. Il est mentionné pour la première fois dans l’histoire au début du XIIe siècle.
Le comte de Toulouse Alphonse Jourdain fait valoir ses droits sur le château de Montferrand et sur une partie du comté de Melgueil, qui correspond à l'est du département de l'Hérault. Le comté de Melgueil est partagé en deux districts : celui de Melgueil (devenu Mauguio et dont le château féodal a totalement disparu) et celui de Montferrand. Il est fait mention dès 1132 de son appartenance aux comtes de Melgueil.
Au début du XIIIe siècle, le château est confisqué au comte de Toulouse Raymond VI durant la croisade des Albigeois (avec également le château de Mornas), en 1215, il est confié par le pape à l'évêque de Maguelone qui devient également comte de Melgueil et de Montferrand. Il s'agit d'un alleu pontifical, ne relevant d'aucun seigneur et donc exempté de toute redevance. L'évêque concentre donc tous les pouvoirs à la fois spirituels et temporels, et se permet de battre sa monnaie : le denier melgorien. En 1245, le commandement est confié par l'évêque à un châtelain capitaine.
Durant le XVIe siècle, le siège du diocèse de Maguelone est transféré à Montpellier en 1536. Le diplomate Guillaume Pellicier meurt au château de Montferrand en 1568. Les protestants s'emparent du château, en 1574, dans le cadre des guerres de Religion. Antoine de Cambous reprend le château, en 1584, qui redevient catholique. Le site lui est confié pour services rendus. Il s'inspire de la Renaissance pour le faire modifier. Sa fille va s'y marier avec Jean de Ratte.
Au XVIIe siècle, l'évêque Pierre de Fenouillet renforce la défense du château, en 1611, pour résister à l'artillerie : un fossé est taillé dans la roche à coup de barre à mine et la 1re enceinte est ajoutée. Les protestants du duc de Rohan assiègent le château sans succès : ils lèvent le siège après avoir été bombardés par l'artillerie. Lors des rébellions huguenotes, en 1622, le château est assiégé, sans succès par les troupes catholiques du duc Henry de Montmorency avant le siège de Montpellier. L'année suivante, après avoir conquis Montpellier pour le compte des catholiques, le capitaine Jacques Valat est nommé par l'évêque Pierre de Fenouillet, châtelain à vie du château de Montferrand. Jacques Valat meurt en 1659 et le château n'est plus entretenu.
Au XVIIIe siècle, durant son règne, Louis XIV autorise Colbert de Croissy à faire détruire les bâtiments : les pierres sont offertes en dédommagement à ceux qui acceptent de procéder à sa démolition… mais les difficultés de transport limitent les destructions. Le château est démantelé depuis 1709.
Au XXIe siècle, le château est la propriété de la communauté de communes du Grand Pic Saint-Loup depuis 2009. En 2017, le nouveau propriétaire annonce un programme de sauvegarde du site afin de le préserver de son état de ruine. En 2018, en raison de la fragilité du site et par sécurité, le château n'est plus accessible et clôturé.

## Projet de valorisation
Depuis 2017, la communauté de communes du Grand Pic Saint-Loup a entrepris un ambitieux projet de valorisation du site, dont « l'objectif n'est pas de reconstruire le château mais de conserver ce qu'il reste et de sécuriser le lieu et les accès, qui sont déjà dangereux »,.
La réalisation du projet de valorisation s’inscrit dans des pas de temps différents :
- sécuriser la visite pour le grand public ;
- sauvegarder le site en grand danger d’anéantissement, stabiliser l’existant en consolidant les pans de murs les plus menacés ;
- réhabiliter le site en conjuguant l’ancien et le contemporain : amélioration/création des accès, parkings et réseaux, consolidation et/ou reconstruction partielle des murailles majeures du site, reconstruction de la chapelle, création d’une structure contemporaine permettant l’accueil du public en développant des espaces pour des zones d’expositions, l’organisation de manifestations culturelles et une offre touristique majeure[6].

La conservation du château est menée en partenariat avec la Direction régionale des affaires culturelles (DRAC).
Le château est inscrit au titre des monuments historiques par arrêté du 15 juin 2022 et un nouvel arrêté de classement du 25 mars 2024 se substitue au précédent.

## Galerie

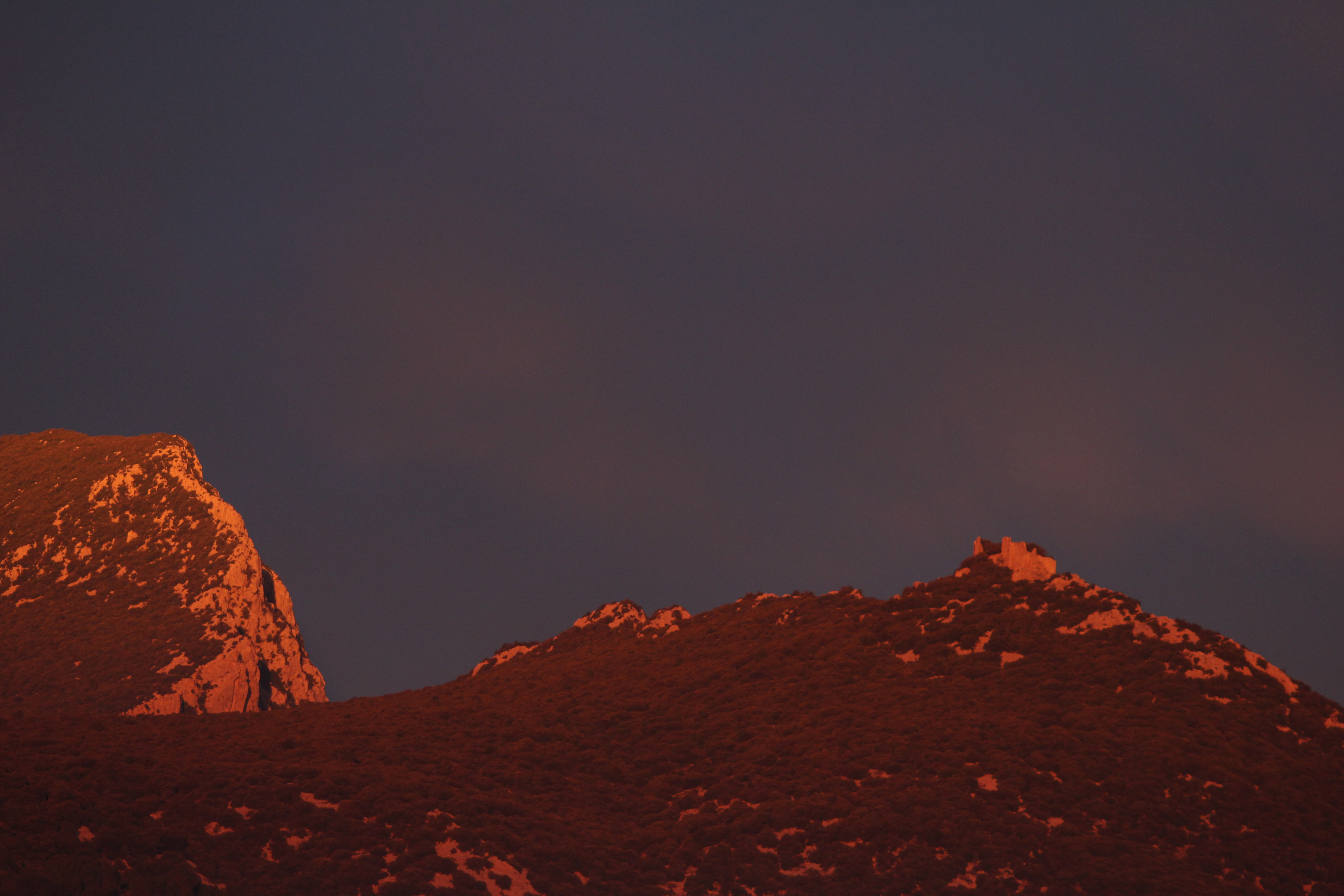
Le château et le pic Saint Loup au lever du soleil.
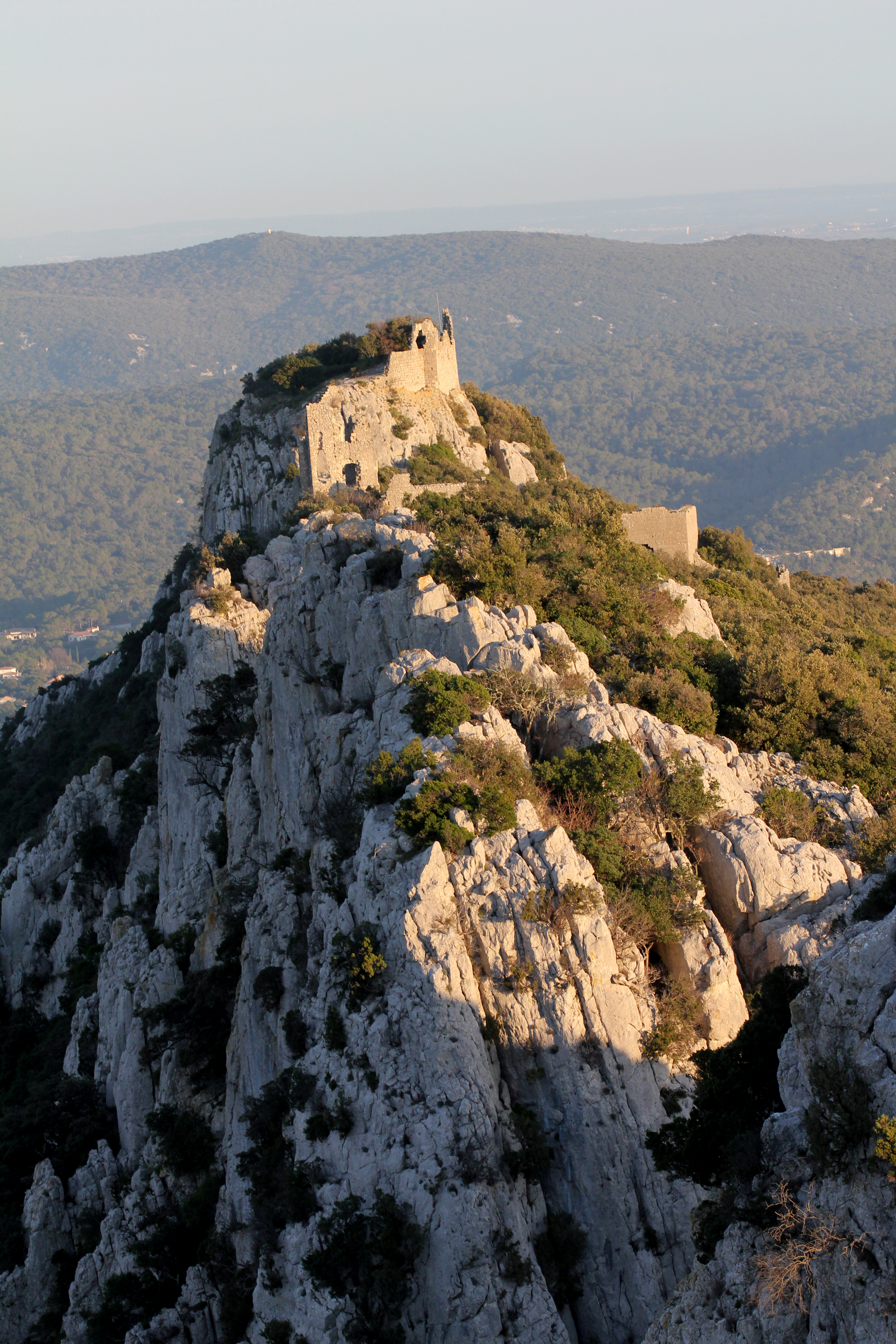
Face ouest du château.
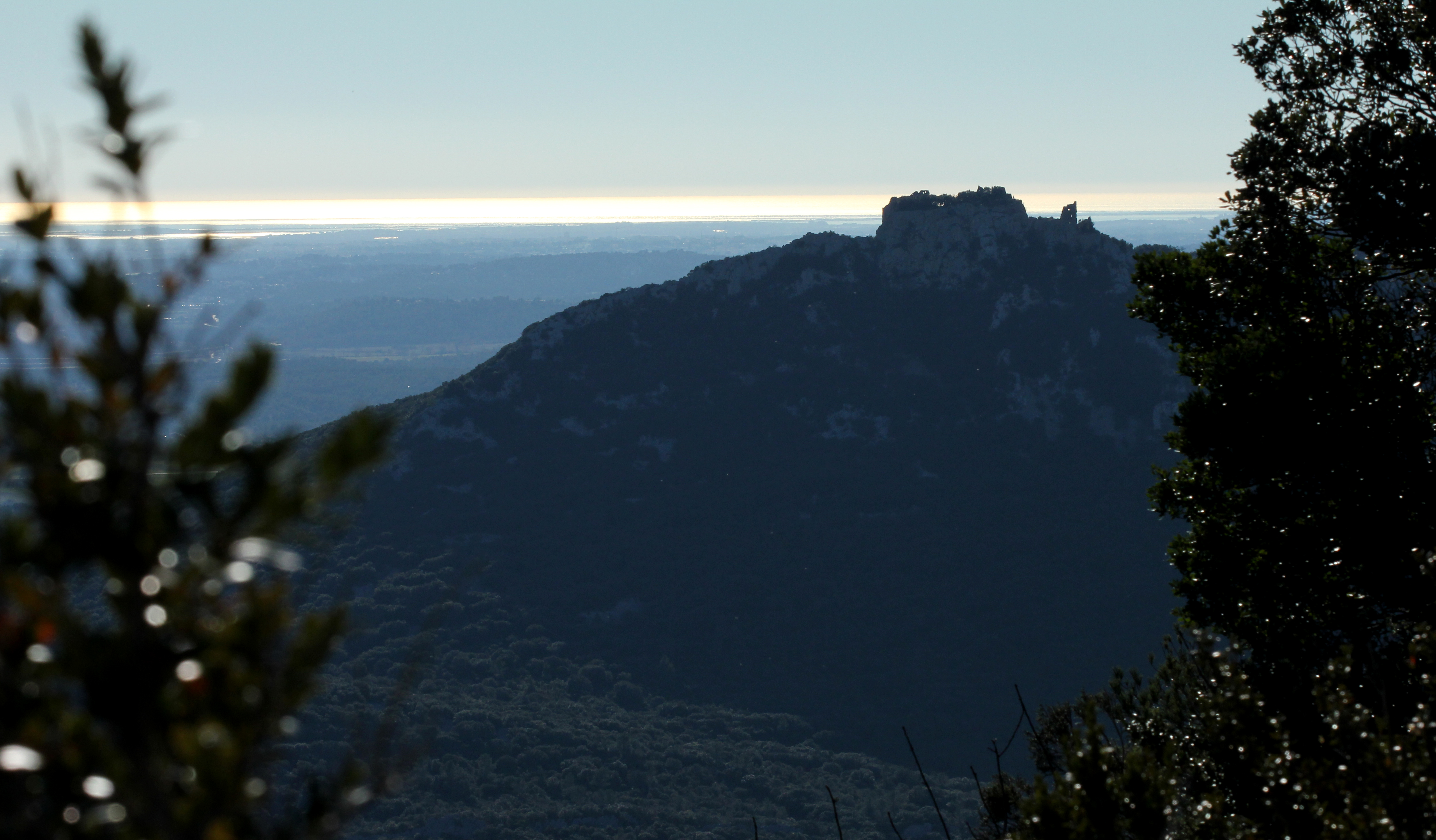
Face nord du château, la mer en arrière-plan.
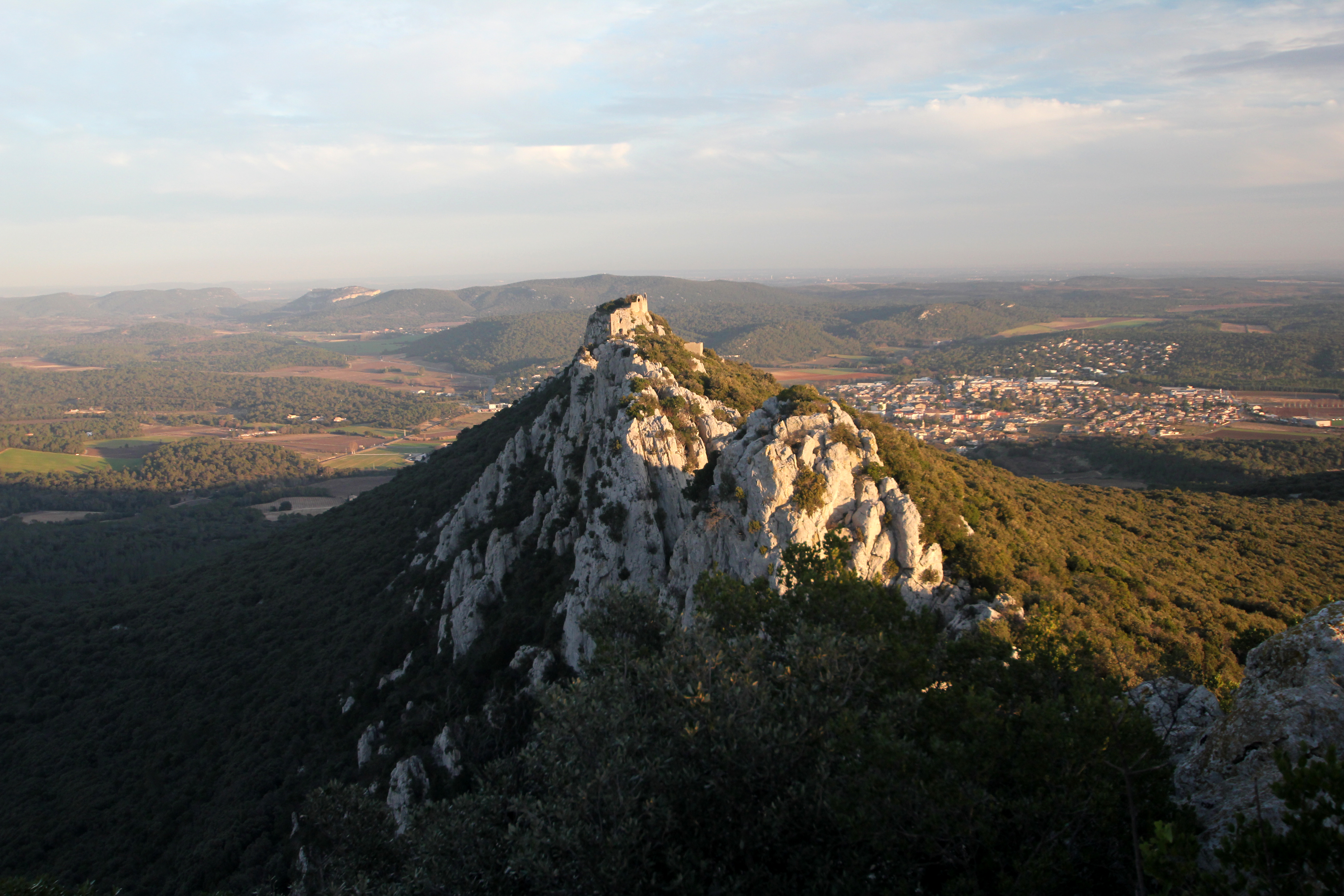
Face ouest du château, Saint-Mathieu en arrière-plan à droite.
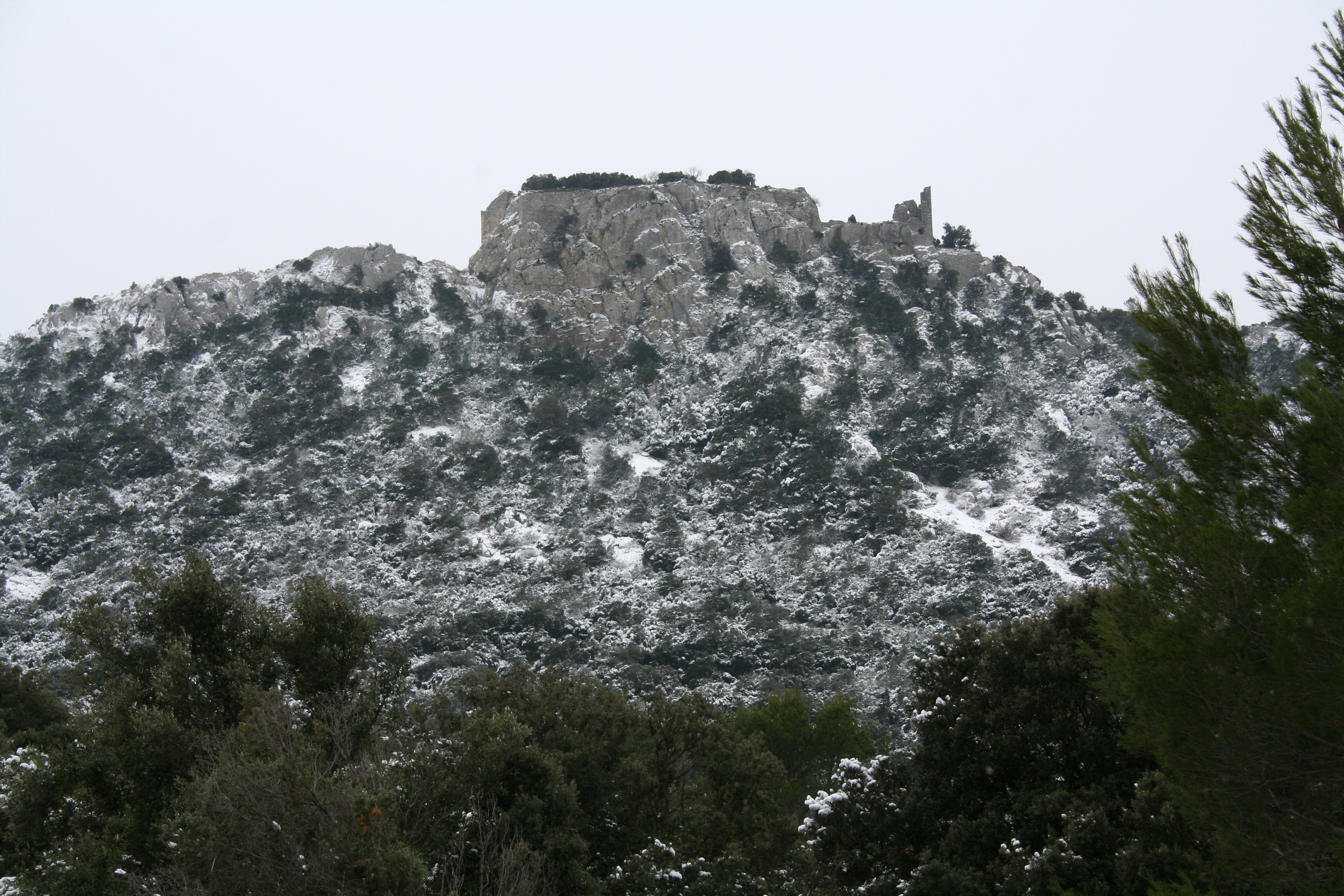
Face nord du château, sous la neige.
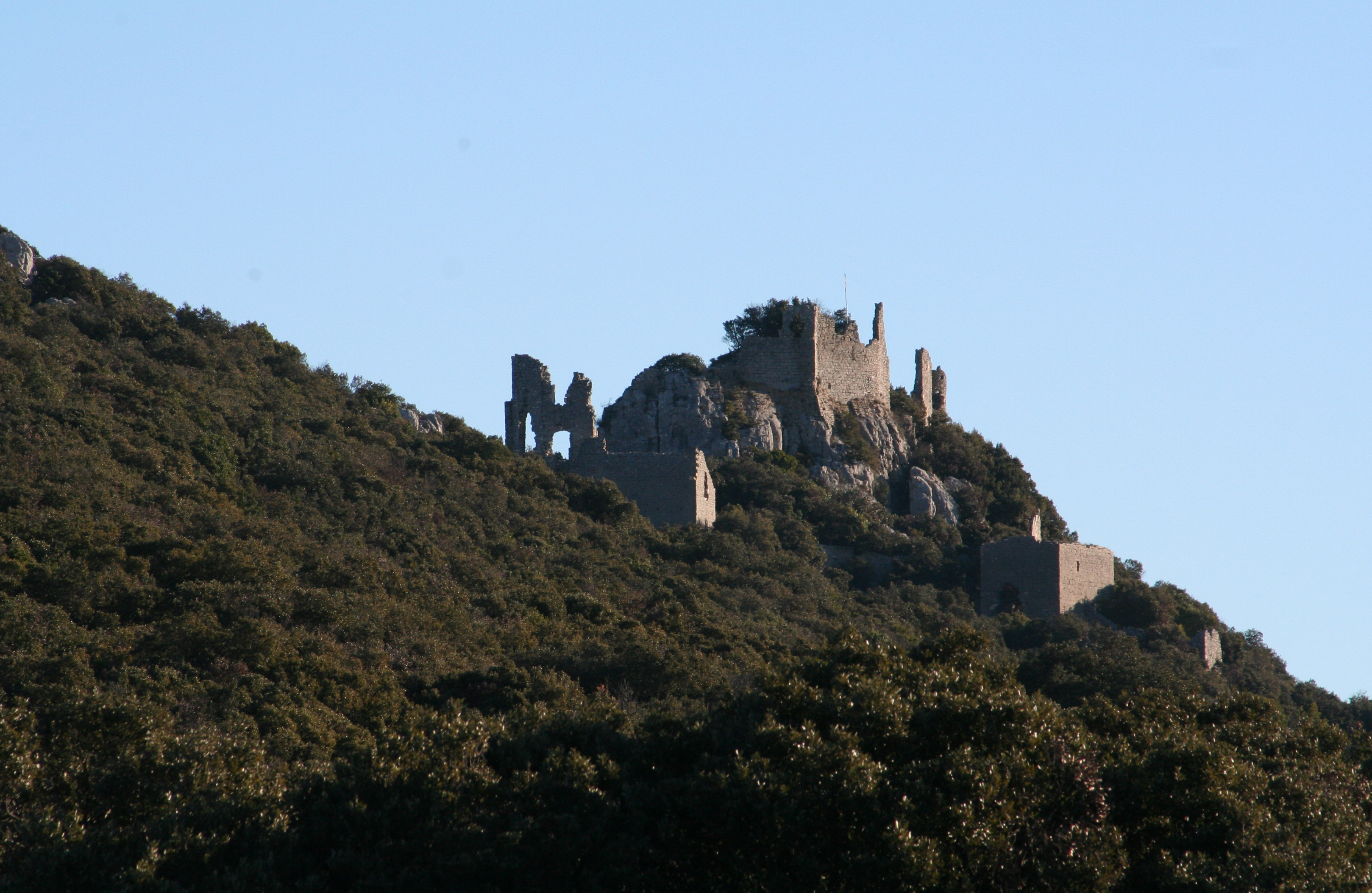
Face ouest du château.
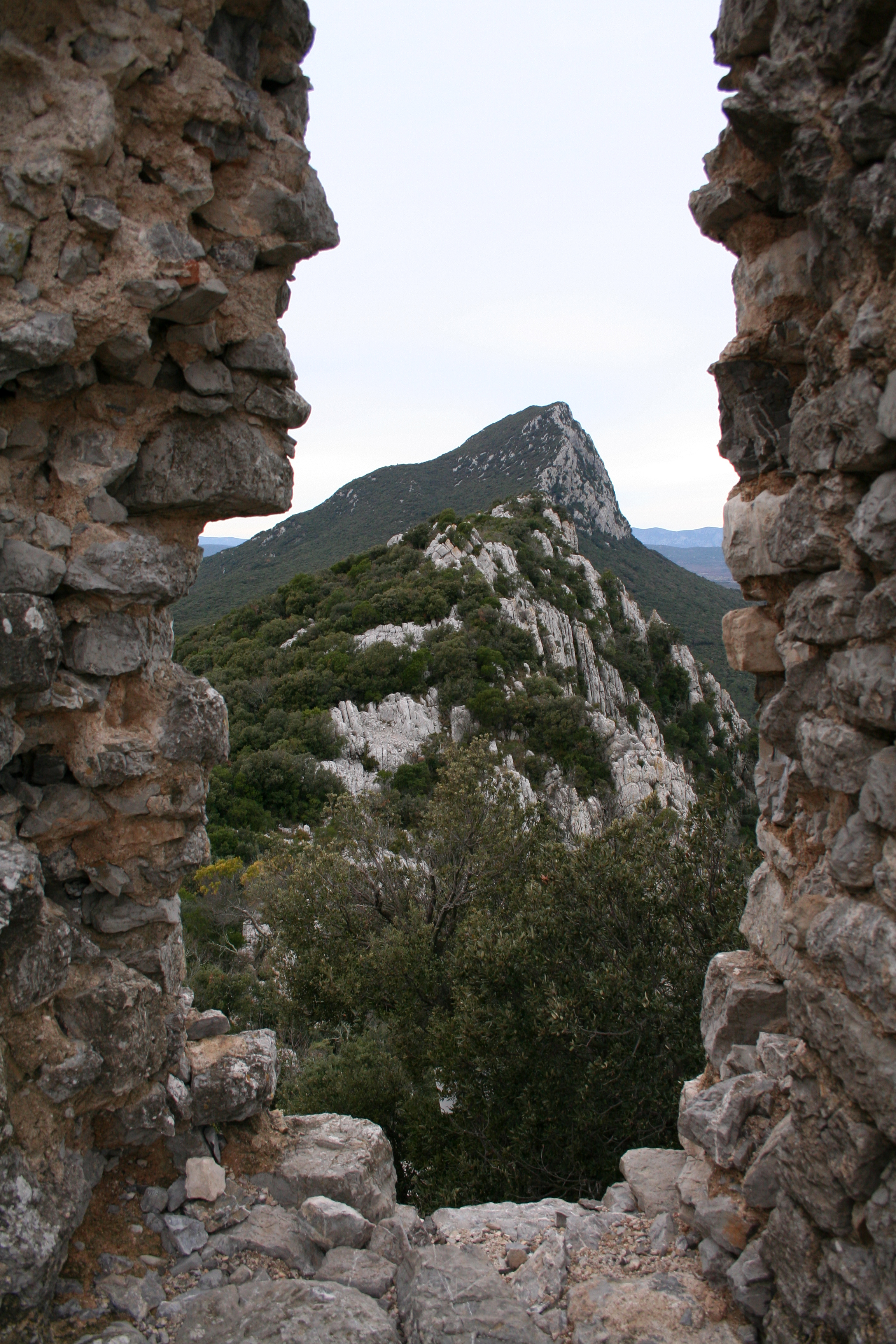
Le pic Saint Loup vu du château.
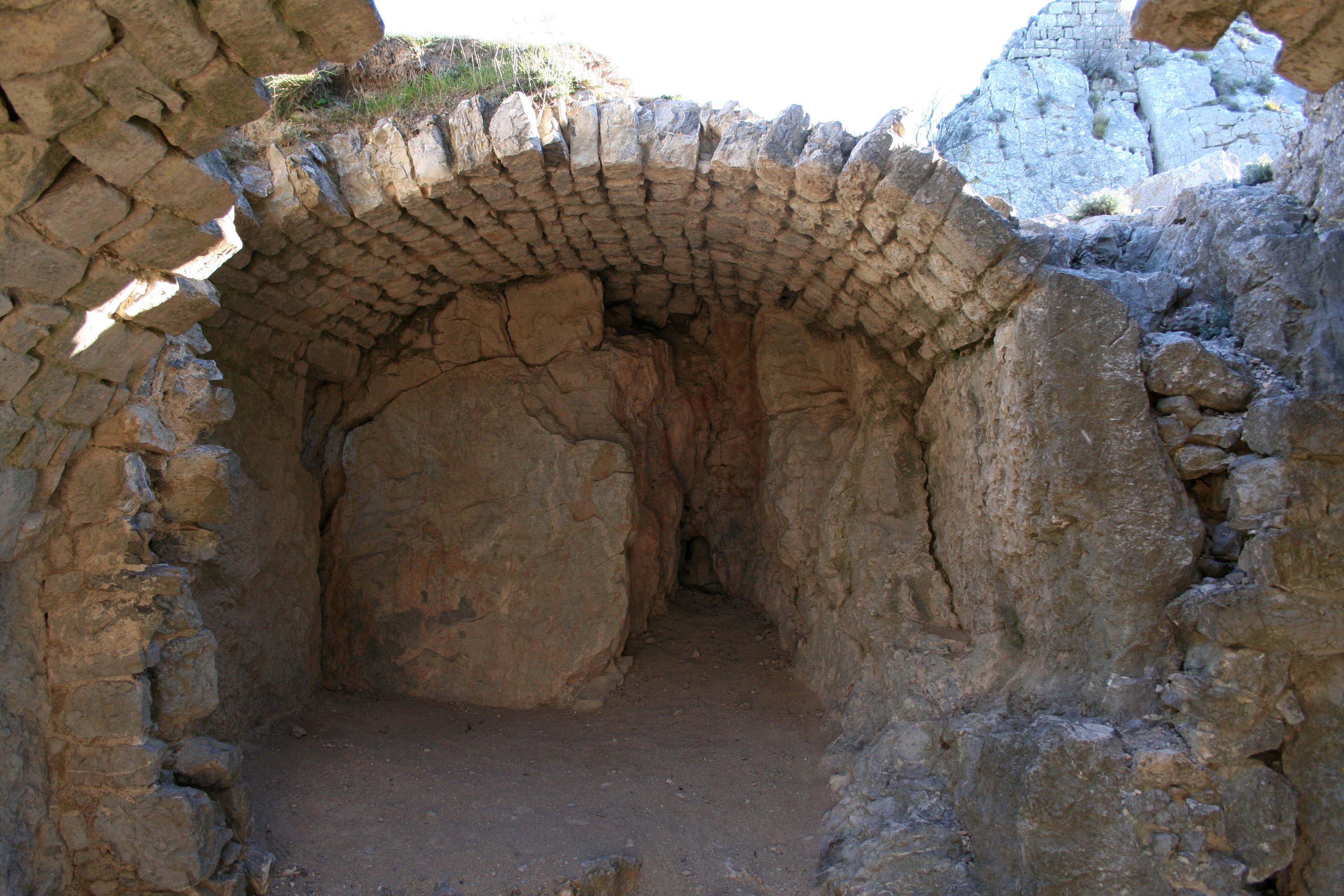
Une voute du château.
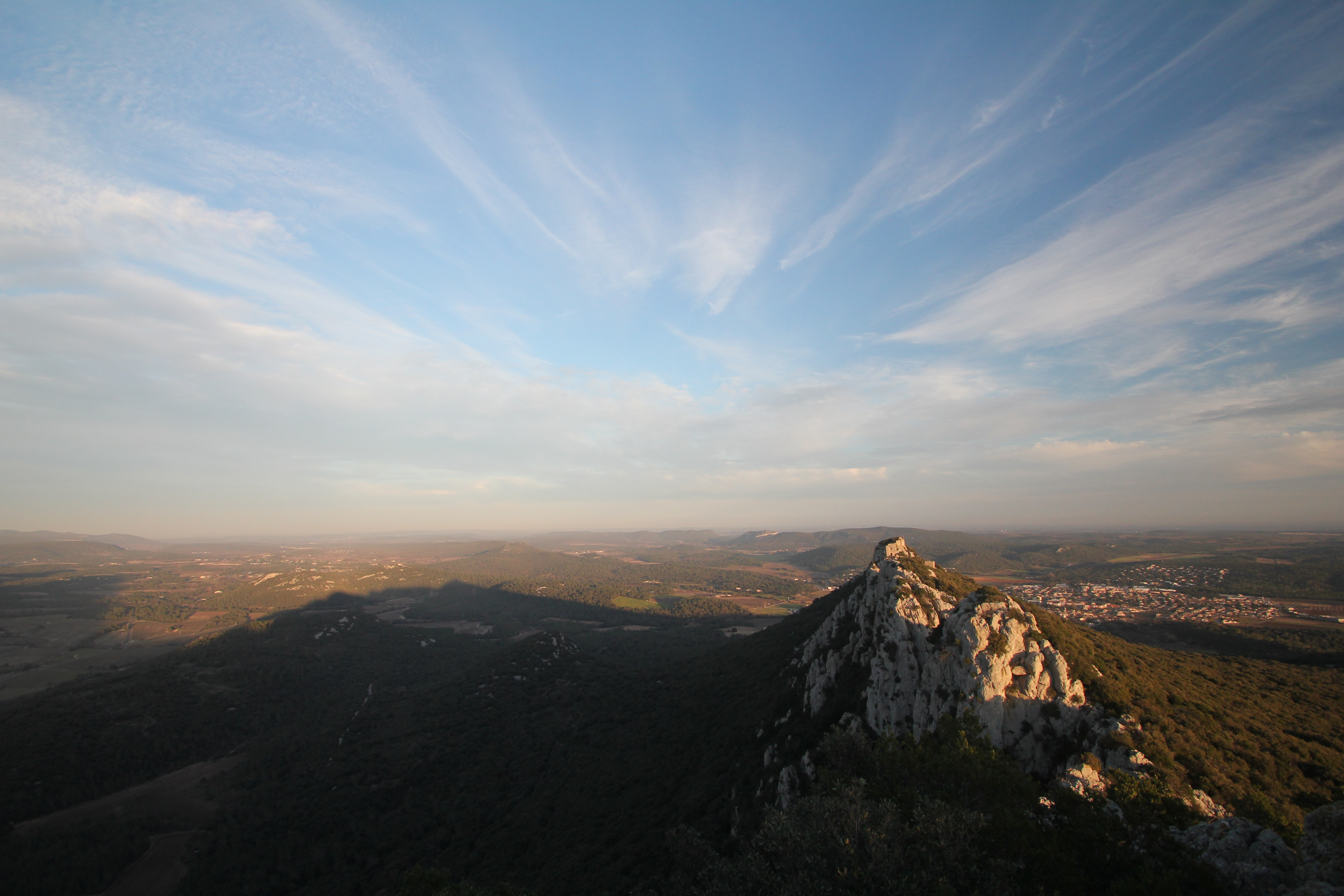
Le château est situé sur un éperon rocheux qui domine la garrigue.